# Björn Persson (författare och kusk)
Björn Persson, född 5 april 1967, är en svensk processoperatör, skribent och travtränare.

## Biografi
Persson arbetade i drygt 30 år fram till 2021 som processoperatör inom pappersindustrin. I mitten på 1980-talet började han på fritiden arbeta som travtränare och kusk. I travsammanhang har han blivit mest känd för att år 2005 ha köpt hästen La Bigi som sedan blev mamma till travhästen Parkin. Hästen Parkin blev mycket framgångsrik och lyckades fram till sin pensionering 2016 tjäna in drygt 1,9 miljoner kronor, och slutade sina dagar i augusti 2022.
I början av 2000-talet skrev Persson några historiker om idrottsföreningar i Medelpad, bland annat Hassels IF - 70 år och Matfors IF vid deras 100-årsjubileum 2001. 
Mellan 2014 och 2018 skrev han fyra kriminalromaner i en serie kring den alltmer slitne kriminalinspektören Stig Elofsson. Sommaren 2022 gav han ut en bok inom västerngenren, "Döda män talar inte".

## Utmärkelser
- 2015 – LO-distriktet Mellersta Norrlands Kulturpris.

- 2016 – Fackförbundet Pappers Kulturstipendium på 15 000 kronor samt stayetten Cellulosaarbetaren av Per-Nilsson Öst.[9]

### Idrottshistoria
- 2000 –  Fotbollen i Hassels IF 1930-2000. Matfors: Hassels IF. Libris 7455281. ISBN 9163103788
- 2001 –  Matfors IF 100 år: 1901-2001. [Matfors]: [B. Persson]. Libris 9538807. ISBN 9163116987

### Kriminalromaner
- 2014 –  Som man sår får man skörda: en kriminalroman. Stockholm: Ultima Esperanza Books. Libris 16262653. ISBN 9789163750601
- 2015 –  Hålla tand för tunga: en kriminalroman. Stockholm: Ultima Esperanza. Libris 17708149. ISBN 9789163750618
- 2016 –  Synden straffar sig själv: en kriminalroman. Stockholm: Ultima Esperanza Books. Libris 19719902. ISBN 9789188263155
- 2018 –  Tiden läker alla sår: en kriminalroman. [Stockholm]: Ultima Esperanza Books. Libris 22553964. ISBN 9789188263452

### Västernroman
- 2022 –  Döda män talar inte: en Västernroman. Stockholm: Ultima Esperanza Books. Libris t8ks3vt4r94lcdxz. ISBN 9789198691351